# Головинцы (Кировская область)
Головинцы — деревня в Оричевском районе Кировской области в составе Шалеговского сельского поселения.

## География
Расположена на расстоянии примерно 9 км по прямой на юго-запад от районного центра поселка  Оричи.

## История
Известна с 1802 года как починок Еремея Овчинникова с 7 дворами. В 1873 году здесь (починок Еремея Овчинникова или Головничи) дворов 8 и жителей 42, в 1905 (Головинцы) 13 и 81, в 1926 (деревня Головинцы или Еремея Овчинникова) 15 и 83, в 1950 21 и 75, в 1989 году оставалось 5 постоянных жителей. Ныне имеет дачный характер.

## Население
Постоянное население  составляло 2 человека (русские 100%) в 2002 году, 0 в 2010.